# Premios Forward de poesía
Los premios Forward de poesía ( en inglés: Forward Prizes for Poetry ) son unos premios de poesía de Reino Unido que se entregan anualmente en cuatro categorías durante una ceremonia pública en Londres. Creados en 1992 por William Sieghart con el objetivo de celebrar la excelencia en la poesía y aumentar su audiencia, se entregan a obras publicadas en el Reino Unido e Irlanda durante el año anterior, así como a poemas nominados por editores de revistas u organizadores de premios. Cada año, las obras preseleccionadas, además de otras elogiadas por los jueces, se recopilan en el Forward Book of Poetry ( Libro Forward de Poesía ).
Los premios han sido patrocinados desde su inicio por la agencia de marketing Bookmark, anteriormente llamada Forward Worldwide. El premio al mejor primer libro está patrocinado por Felix Dennis. Los premios Forward de poesía celebraron su 30º aniversario en 2021. Para los premios de 2023, se agregó a la lista de premios una nueva categoría para la interpretación sobresaliente de un poema. 

## Premios
Los premios Forward de poesía constan de tres premios:
- Premio Forward a la mejor colección, 10.000 libras
- Premio Felix Dennis al mejor primer libro, 5.000 libras
- Premio Forward al mejor poema individual en memoria de Michael Donaghy, 1.000 libras esterlinas

Los premios están organizados por la Fundación Forward Arts, que también es responsable de la celebración del Día Nacional de la Poesía. La directora ejecutiva de la Forward Arts Foundation es Susannah Herbert. 

## Ganadores

### Mejor colección
| Año  | Autor/a                 | Título                                      | Editorial               | Notas                |
| ---- | ----------------------- | ------------------------------------------- | ----------------------- | -------------------- |
| 1992 | Thom Gunn               | The Man with Night Sweats                   | Faber and Faber         |                      |
| 1993 | Carol Ann Duffy         | Mean Time                                   | Anvil Press Poetry      |                      |
| 1994 | Alan Jenkins            | Harm                                        | Chatto &amp; Windus     |                      |
| 1995 | Sean O'Brien            | Ghost Train                                 | Oxford University Press | [ 2 ]                |
| 1996 | John Fuller             | Stones and Fires                            | Chatto &amp; Windus     |                      |
| 1997 | Jamie McKendrick        | The Marble Fly                              | Oxford University Press |                      |
| 1998 | Ted Hughes              | Birthday Letters                            | Faber and Faber         |                      |
| 1999 | Jo Shapcott             | My Life Asleep                              | Oxford University Press |                      |
| 2000 | Michael Donaghy         | Conjure                                     | Picador                 |                      |
| 2001 | Sean O'Brien            | Downriver                                   | Picador                 | [ 2 ]                |
| 2002 | Peter Porter            | Max is Missing                              | Picador                 |                      |
| 2003 | Ciaran Carson           | Breaking News                               | Gallery Press           |                      |
| 2004 | Kathleen Jamie          | The Tree House                              | Picador                 | [ 3 ]                |
| 2005 | David Harsent           | Legion                                      | Faber and Faber         | [ 4 ] [ 5 ]          |
| 2006 | Robin Robertson         | Swithering                                  | Picador                 | [ 6 ]                |
| 2007 | Sean O'Brien            | The Drowned Book                            | Picador                 | [ 2 ]                |
| 2008 | Mick Imlah              | The Lost Leader                             | Faber and Faber         | [ 7 ]                |
| 2009 | Don Paterson            | Rain                                        | Faber and Faber         | [ 8 ]                |
| 2010 | Seamus Heaney           | Human Chain                                 | Faber and Faber         | [ 9 ]                |
| 2011 | John Burnside           | Black Cat Bone                              | Jonathan Cape           | [ 10 ]               |
| 2012 | Jorie Graham            | PLACE                                       | Carcanet Press          | [ 11 ]               |
| 2013 | Michael Symmons Roberts | Drysalter                                   | Cape Poetry             | [ 12 ]               |
| 2014 | Kei Miller              | The Cartographer Tries to Map a Way to Zion | Carcanet Press          | [ 13 ]               |
| 2015 | Claudia Rankine         | Citizen: An American Lyric                  | Penguin Books           | [ 14 ]               |
| 2016 | Vahni Capildeo          | Measures of Expatriation                    | Carcanet Press          | [ 15 ] [ 16 ] [ 17 ] |
| 2017 | Sinéad Morrissey        | On Balance                                  | Carcanet Press          | [ 18 ]               |
| 2018 | Danez Smith             | Don't Call Us Dead                          | Chatto &amp; Windus     | [ 19 ] [ 20 ]        |
| 2019 | Fiona Benson            | Vertigo and Ghost                           | Cape Poetry             | [ 21 ] [ 22 ]        |
| 2020 | Caroline Bird           | The Air Year                                | Carcanet Press          | [ 23 ] [ 24 ]        |
| 2021 | Luke Kennard            | Notes on the Sonnets                        | Penned in the Margins   | [ 25 ]               |
| 2022 | Kim Moore               | All the Men I Never Married                 | Seren Books             | [ 26 ] [ 27 ]        |
| 2023 | Jason Allen-Paisant     | Self-Portrait as Othello                    | Carcanet Press          | [ 28 ]               |
| 2024 | Victoria Chang          | With My Back to the World                   | Corsair                 | [ 29 ]               |

### Mejor primer libro
| Year | Author            | Title                                       | Publisher                  | Ref.   |
| ---- | ----------------- | ------------------------------------------- | -------------------------- | ------ |
| 1992 | Simon Armitage    | Kid                                         | Faber and Faber            |        |
| 1993 | Don Paterson      | Nil Nil                                     | Faber and Faber            |        |
| 1994 | Kwame Dawes       | Progeny of Air                              | Peepal Tree Press          |        |
| 1995 | Jane Duran        | Breathe Now, Breathe                        | Enitharmon Press           |        |
| 1996 | Alice Oswald      | The Thing in the Gap Stone Stile            | Faber and Faber            |        |
| 1997 | Robin Robertson   | A Painted Field                             | Picador                    |        |
| 1998 | Paul Farley       | The Boy from the Chemist is Here to See You | Picador                    |        |
| 1999 | Nick Drake        | The Man in the White Suit                   | Bloodaxe Books             |        |
| 2000 | Andrew Waterhouse | In                                          | The Rialto                 |        |
| 2001 | John Stammers     | The Panoramic Lounge Bar                    | Picador                    |        |
| 2002 | Tom French        | Touching the Bones                          | The Gallery Press          |        |
| 2003 | A. B. Jackson     | Fire Stations                               | Anvil Press Poetry         |        |
| 2004 | Leontia Flynn     | These Days                                  | Jonathan Cape              |        |
| 2005 | Helen Farish      | Intimates                                   | Jonathan Cape              |        |
| 2006 | Tishani Doshi     | Countries of the Body                       | Aark Arts                  |        |
| 2007 | Daljit Nagra      | Look We Have Coming to Dover!               | Faber and Faber            | [ 30 ] |
| 2008 | Kathryn Simmonds  | Sunday at the Skin Launderette              | Seren Books                |        |
| 2009 | Emma Jones        | The Striped World                           | Faber and Faber            |        |
| 2010 | Hilary Menos      | Berg                                        | Seren Books                |        |
| 2011 | Rachael Boast     | Sidereal                                    | Picador                    |        |
| 2012 | Sam Riviere       | 81 Austerities                              |                            | [ 31 ] |
| 2013 | Emily Berry       | Dear Boy                                    | Faber and Faber            |        |
| 2014 | Liz Berry         | Black Country                               | Chatto &amp; Windus        |        |
| 2015 | Mona Arshi        | Small Hands                                 | Liverpool University Press |        |
| 2016 | Tiphanie Yanique  | Wife                                        | Peepal Tree Press          | [ 17 ] |
| 2017 | Ocean Vuong       | Night Sky with Exit Wounds                  | Jonathan Cape              | [ 32 ] |
| 2018 | Phoebe Power      | Shrines of Upper Austria                    | Carcanet Press             | [ 19 ] |
| 2019 | Stephen Sexton    | If All the World and Love Were Young        | Penguin Books              |        |
| 2020 | Will Harris       | RENDANG                                     | Granta                     | [ 23 ] |
| 2021 | Caleb Femi        | Poor                                        | Penguin Poetry             |        |
| 2022 | Stephanie Sy-Quia | Amnion                                      | Granta                     | [ 26 ] |
| 2023 | Momtaza Mehri     | Bad Diaspora Poems                          | Jonathan Cape              | [ 28 ] |
| 2024 | Marjorie Lotfi    | The Wrong Person to Ask                     | Bloodaxe                   | [ 29 ] |

### Mejor poema
| Year | Author              | Title                                                         | Publication            | Ref.   |
| ---- | ------------------- | ------------------------------------------------------------- | ---------------------- | ------ |
| 1992 | Jackie Kay          | "Black Bottom"                                                |                        |        |
| 1993 | Vicki Feaver        | "Judith"                                                      |                        |        |
| 1994 | Iain Crichton Smith | "Autumn"                                                      |                        |        |
| 1995 | Jenny Joseph        | "In Honour of Love"                                           |                        |        |
| 1996 | Kathleen Jamie      | "The Graduates"                                               |                        |        |
| 1997 | Lavinia Greenlaw    | "A World Where News Travelled Slowly"                         |                        |        |
| 1998 | Sheenagh Pugh       | "Envying Owen Beattie"                                        |                        |        |
| 1999 | Robert Minhinnick   | "Twenty-five Laments for Iraq"                                |                        |        |
| 2000 | Tessa Biddington    | "The Death of Descartes"                                      |                        |        |
| 2001 | Ian Duhig           | "The Lammas Hireling"                                         |                        |        |
| 2002 | Medbh McGuckian     | "She is in the Past, She has this Grace"                      | The Shop               |        |
| 2003 | Robert Minhinnick   | "The Fox in the National Museum of Wales"                     | Poetry London          |        |
| 2004 | Daljit Nagra        | "Look We Have Coming to Dover!"                               | Poetry Review          |        |
| 2005 | Paul Farley         | "Liverpool Disappears for a Billionth of a Second"            | The North              |        |
| 2006 | Sean O'Brien        | "Fantasia on a Theme of James Wright"                         | Poetry Review          |        |
| 2007 | Alice Oswald        | "Dunt"                                                        | Poetry London          | [ 30 ] |
| 2008 | Don Paterson        | "Love Poem for Natalie 'Tusja' Beridze"                       | Poetry Review          |        |
| 2009 | Robin Robertson     | "At Roane Head"                                               |                        |        |
| 2010 | Julia Copus         | "An Easy Passage"                                             |                        |        |
| 2011 | R. F. Langley       | "To a Nightingale"                                            | London Review of Books |        |
| 2012 | Denise Riley        | "A Part Song"                                                 |                        | [ 31 ] |
| 2013 | Nick MacKinnon      | "The Metric System"                                           | The Warwick Review     |        |
| 2014 | Stephen Santus      | "In a Restaurant"                                             | The Bridport Prize     |        |
| 2015 | Claire Harman       | "The Mighty Hudson"                                           | TLS                    |        |
| 2016 | Sasha Dugdale       | "Joy"                                                         | PN Review              | [ 17 ] |
| 2017 | Ian Patterson       | "The Plenty of Nothing"                                       | PN Review              | [ 33 ] |
| 2018 | Liz Berry           | "The Republic of Motherhood"                                  | Granta                 | [ 19 ] |
| 2019 | Parwana Fayyaz      | "Forty Names"                                                 | PN Review              |        |
| 2020 | Malika Booker       | "The Little Miracles"                                         | Magma                  | [ 23 ] |
| 2021 | Nicole Sealey       | "Pages 22–29" an excerpt from The Ferguson Report: An Erasure | Poetry London          |        |
| 2022 | Nick Laird          | "Up Late"                                                     | Granta                 | [ 26 ] |
| 2023 | Malika Booker       | "Libation"                                                    | Poetry Review          | [ 34 ] |
| 2024 | Cindy Juyoung Ok    | "Ward of One"                                                 | Poetry London          | [ 35 ] |